# Potamocorbula amurensis
Potamocorbula amurensis är en musselart som först beskrevs av Leopold Ivanovich von Schrenck 1861.  Potamocorbula amurensis ingår i släktet Potamocorbula och familjen korgmusslor. Inga underarter finns listade i Catalogue of Life.